# Busana
Busana là một đô thị ở tỉnh Reggio Emilia trong vùng Emilia-Romagna, có vị trí cách khoảng 80 km về phía tây của Bologna và khoảng 45 km về phía tây nam của Reggio Emilia. Tại thời điểm 31 tháng 12 năm 2004, đô thị này có dân số 1.350 và diện tích 30,4 km².
Đô thị Busana có các frazioni (các đơn vị cấp dưới, chủ yếu là các làng) Ca' Ferrari, Casale, Cervarezza, Frassinedolo, Marmoreto, Nismozza, and Talada.
Busana giáp các đô thị: Castelnovo ne' Monti, Collagna, Ligonchio, Ramiseto, Villa Minozzo.